# Reepenia florea
Reepenia florea är en biart som först beskrevs av Smith 1863.  Reepenia florea ingår i släktet Reepenia och familjen vägbin. Inga underarter finns listade i Catalogue of Life.